# 央金
央金（藏語：དབྱངས་ཅན་，威利转写：dbyangs can，1950年12月—），女，藏族，西藏林芝人，中华人民共和国政治人物，曾任西藏自治区总工会主席，西藏自治区政协副主席。

## 生平
2008年10月17日，中国工会十五大在北京开幕，大会选举她出任主席团委员。